# Okres Hévíz
Okres Hévíz (maďarsky Hévízi kistérség) je bývalý okres v Maďarsku v župě Zala. Jeho správním centrem bylo město Hévíz.
Od července 2013 podle nového administrativního uspořádání v Maďarsku byl okres Hévíz zrušen a všechny obce se staly součástí okresu Keszthely.

## Sídla
V okrese se nachází celkem 8 měst a obcí.
- Alsópáhok
- Cserszegtomaj
- Felsőpáhok
- Hévíz
- Nemesbük
- Rezi
- Sármellék
- Zalaköveskút